# Українці Перу
Українці Перу — етнічна меншина українців в Перу.
Чисельність становить від 200 до 500 осіб. Більшість українців мешкає у столиці й найбільшому місті — Лімі. Також українці є в інших великих містах, таких, як Арекіпа, Трухільйо, Чиклайо.
У 1929 році в Перу оселилось 200 кубанських козаків на чолі із генералом Павлишенком, які, можливо, були українцями за етнічним походженням, хоча ідентичність у них була козацька або донська. Лише поодинокі переселенці-козаки усвідомлювали себе українцями.
Після Другої світової війни в Перу проживали доктор наук, професор, викладач Університету св. Марка та інженерної школи Дмитро Каратєєв, С.Костенецький, генеральний хорунжий Армії Української Народної Республіки Левко Дроздовський інженери Крупницький та брати В.та П. Королевичі.
Василь Трохимович Королевич мав у власності велику земельну ділянку над річкою Апурімак.
У Перу немає ані громадських об'єднань українців, ані шкіл і церков. Православні українці мають змогу відвідувати єдиний в державі православний храм — церкву св. Трійці у Лімі, яка входить до Константинопольської православної церкви (Avenida La Marina 401 Pueblo Libre, Lima 21).
Культурне життя українців в Перу обмежується зустрічами у посольстві з приводу якихось урочистостей або поминальних заходів.
Українська громада зазнає значної русифікації.